# Guillaume Henri Dufour
Pour les articles homonymes, voir Dufour.
Guillaume Henri Dufour, né le 15 septembre 1787 à Constance (Archiduché d'Autriche) et mort le 14 juillet 1875 aux Eaux-Vives (GE) (Suisse), est un général, ingénieur, cartographe et homme d'État suisse. Il est la figure principale de la victoire sur le Sonderbund, guerre qui a joué un rôle clé dans l'émergence de la Suisse moderne.
Il est aussi l'auteur de la première carte de la Suisse à relevé topographique précis, nommée carte Dufour, le cofondateur avec Henri Dunant (Gustave Moynier, Théodore Maunoir et Louis Appia) de la Croix-Rouge internationale et l'un des directeurs de l'École militaire centrale fédérale de Thoune. Personnage majeur de l’histoire suisse, il donne notamment son nom à la pointe Dufour, le plus haut sommet de Suisse, qui culmine à une altitude de 4 634 m.
Il était aussi officier du génie dans la Grande Armée.

## Biographie

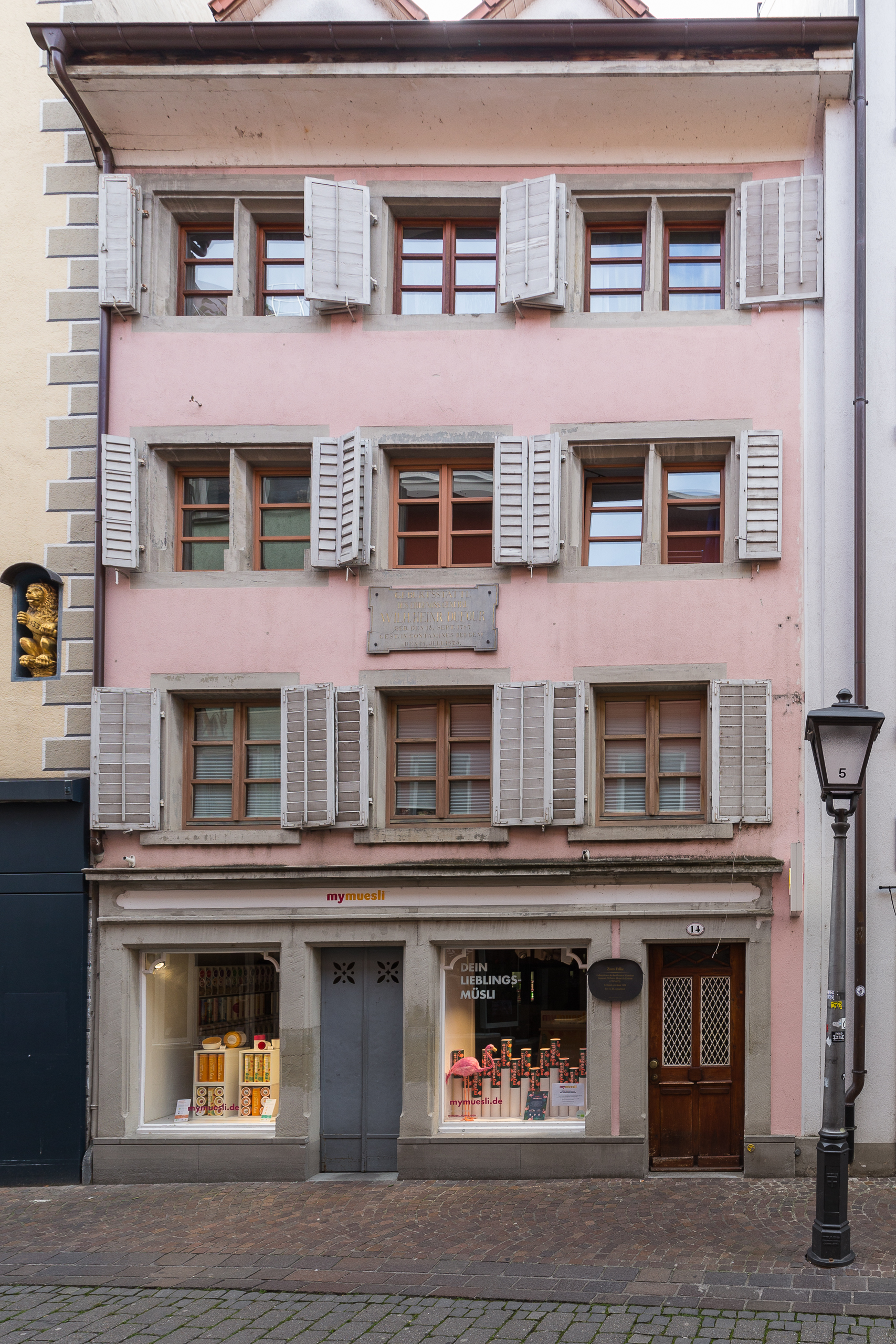
Maison natale de Dufour, Wessenbergstraße 14 à Constance.

Guillaume Henri Dufour est le fils de Bénédict Dufour, horloger et député à l’Assemblée nationale genevoise, et de Pernette Dufour, née Valentin. Sa famille avait alors trouvé refuge à Constance après les troubles de Genève en 1782 menés par le parti aristocratique genevois. Peu après la Révolution française, la révolution de Genève permet à sa famille de retourner y vivre et à l’enfant d'y faire ses études. Il a comme maître de physique Marc-Auguste Pictet, qui sait lui donner le goût des mathématiques et de la physique.
Après le collège, il opte pour la chirurgie et s'engage brièvement dans un hôpital militaire. Ce qu'il y voit le marque. Dans la perspective de se présenter à un concours, il se perfectionne en mathématiques, tout en donnant des leçons de dessin.
Jeune homme, il est formé en France et entre à l’École Polytechnique française avec la promotion « X1807 », où il apprend les bases techniques civiles et militaires, puis il continue ses études à l’École d'application de l'artillerie et du génie de Metz et en sort officier du génie dans le service actif français. Il est envoyé à Corfou, capitale de la république des Sept-Îles occupée par la France, exécuter des travaux défensifs contre les Anglais. Il y devient un maître dans l’art des fortifications, notamment auprès du major Baudrand. Le 11 juin 1813, il est blessé alors que le navire qui le ramène de Parga est attaqué par les Anglais. En 1814, le capitaine Dufour fait partie de la délégation qui négocie avec les Anglais la remise de Corfou, puis il rentre à Genève. Lors des Cent-Jours, il reprend le service dans l'armée française et travaille à la défense des fortifications de Lyon,.
Peu après la chute de Napoléon, son bonapartisme le fait mettre à l'écart par la dynastie royale des Bourbons. Il retourne alors à Genève qui avait cessé d'être française, et y devient successivement professeur de mathématiques à l’Académie, chef du génie cantonal, puis ingénieur cantonal de Genève, chargé de l'urbanisme et des fortifications.
Au début du XIXe siècle, le drapeau militaire des troupes de Niklaus Franz von Bachmann était une croix blanche faite de cinq carrés égaux mais il resta un cas particulier jusqu'en 1840 où l'influence du général Guillaume Henri Dufour imposa ce modèle pour toute l'Armée suisse. Déployé pour la première fois en 1821 et adopté en Argovie en 1833, la diète le choisit pour l’armée fédérale en 1840 et la Constitution de 1848 le « consacre » après une modification esthétique mineure.
En août 1819, il fait partie des fondateurs de l’École militaire centrale fédérale de Thoune, où il est capitaine instructeur des troupes du génie et des officiers d’artillerie. En 1827, il est promu au grade de colonel, et devient le directeur de l’École centrale de 1831 à 1834. Il a comme élève Louis-Napoléon Bonaparte, futur Napoléon III.
En tant qu’ingénieur, responsable de l’urbanisme, il fait effectuer à Genève des grands travaux, dont les nouveaux quais, plusieurs ponts et passerelles, les anciens bastions, l’aménagement de l’île aux Barques (île Rousseau). En 1823, il réalise avec Marc Seguin et Marc-Auguste Pictet, le premier pont suspendu à câble métallique d’Europe, la passerelle de Saint-Antoine, avec un pilier central sur lequel reposent six câbles porteurs, qui aboutissent à chaque extrémité à deux autres piliers, disposés de part et d’autre du fossé. Le pont pesait seulement huit tonnes et pouvait supporter jusqu’à dix tonnes et demie de trafic, sur une chaussée large de deux mètres.
Nommé quartier-maître en chef, il prend aussi la direction des missions de topographie et fonde en 1838 le Bureau topographique fédéral avec comme mission d’élaborer l’atlas des cartes nationales de la Suisse. Ce premier atlas topographique complet de la Suisse, appelé « carte Dufour », est terminé en décembre 1864. En son honneur, le plus haut sommet de Suisse est baptisé pointe Dufour le 28 janvier 1863 par décision du Conseil fédéral.

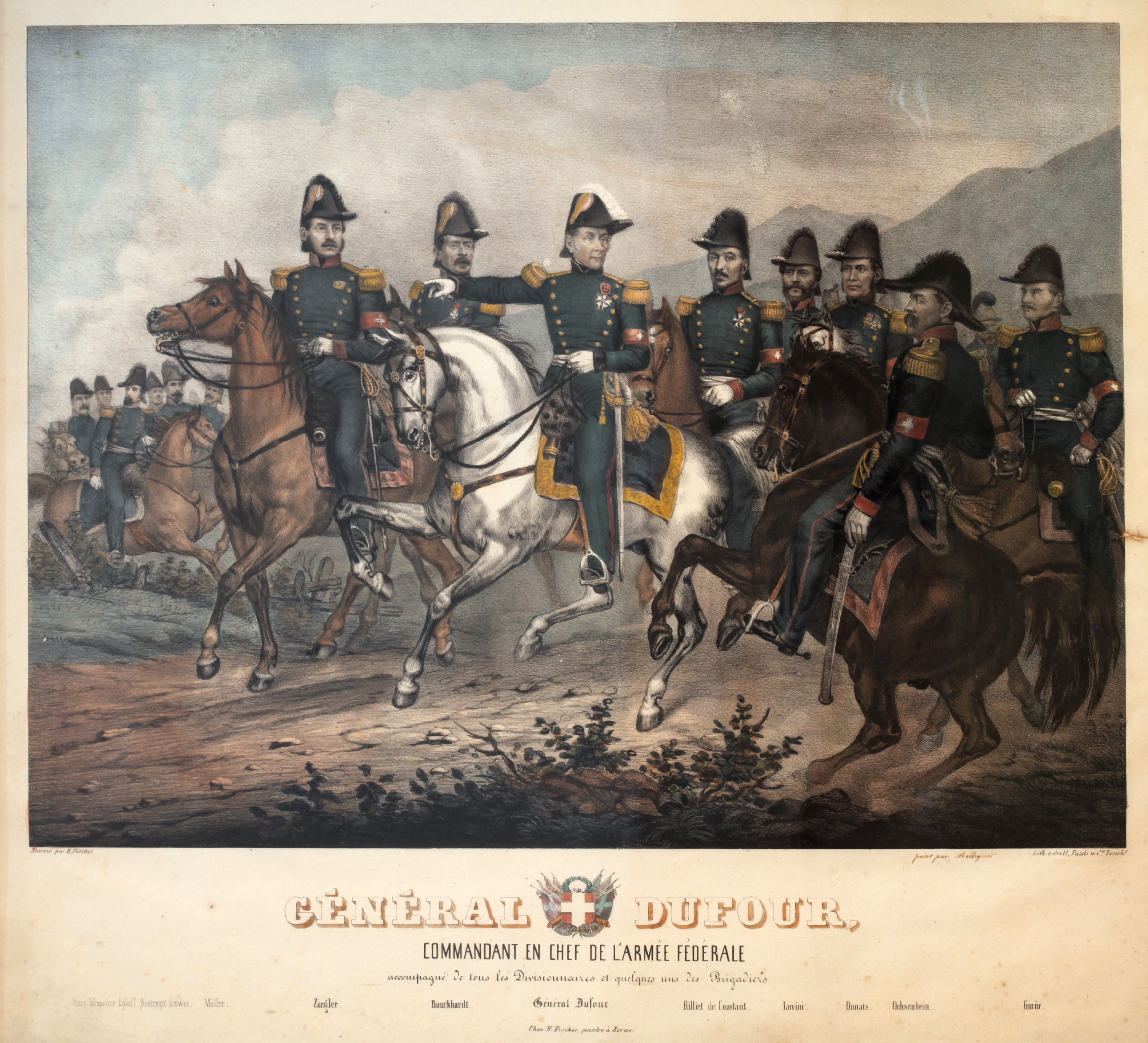
Le général Dufour durant la guerre du Sonderbund.

En 1847, il prend la tête de l’Armée suisse avec le grade de général. Cette même année, il mène la guerre du Sonderbund contre les sept cantons séparatistes catholiques et gagne la paix, grâce à ses talents de stratège, en vingt-sept jours de guerre, avec un minimum de pertes pour toutes les parties. Lors de cette guerre, il ordonne à ses soldats d’épargner les blessés, les prisonniers et ceux qui sont sans défense. Par exemple, le 13 novembre 1847, alors que tout est prêt pour l'offensive, il envoie le lieutenant de Cerjat comme émissaire auprès des autorités de la ville de Fribourg leur enjoignant de se rendre pour éviter une bataille meurtrière. La diète le désigne sous le vocable de « pacificateur » et une nouvelle Confédération suisse est fondée en 1848.
En 1849, il est à nouveau nommé général dans l'affaire des réfugiés badois.

En 1852, il est un des fondateurs de la compagnie de chemin de fer Lyon-Genève, et il est mandaté pour la planification de la construction de la ligne.

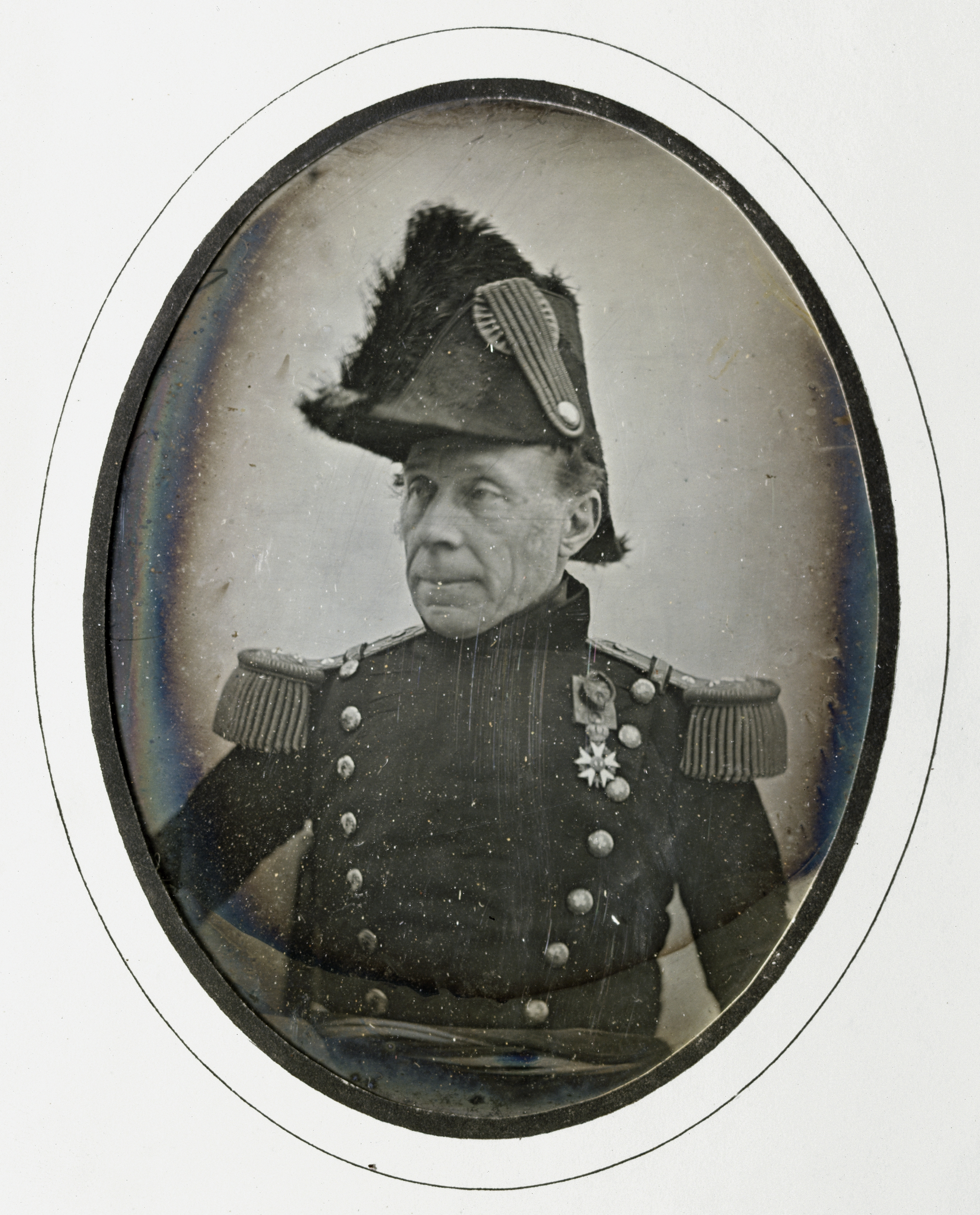
Daguerréotype du général Dufour, vers 1850.

Lors de l’affaire de Neuchâtel avec la Prusse en 1856, il essaie d’obtenir la conciliation de Napoléon III en tant que diplomate, mais le 19 décembre, le Conseil fédéral, trouvant les garanties de l’empereur insuffisantes, nomme un conseil de guerre présidé par le chef du département militaire fédéral, le colonel Friedrich Frey-Herosé et composé de lui-même et des colonels Adolf Fischer, Johann Konrad Egloff, Christoph-Albert Kurz, Frédéric Veillon, Eduard von Salis, Johann Jakob Stehlin, Louis-Henri Delarageaz et de Linden. Le 30 décembre 1856, l’Assemblée fédérale le nomme pour la 3e fois à la tête de l’Armée suisse.
Il est nommé une quatrième fois général, en 1859, lors de la deuxième guerre de l'unification italienne ou risorgimento.
La France le fait grand-croix de la Légion d'honneur le 25 janvier 1866. Les distinctions vont se multiplier entre 1868 et 1872.
Le général Dufour se retire définitivement de l’État-Major fédéral en 1867 et de toutes ses fonctions publiques pour s’éteindre en 1875 à l’âge de 87 ans dans son domaine familial des Eaux-Vives à Genève.

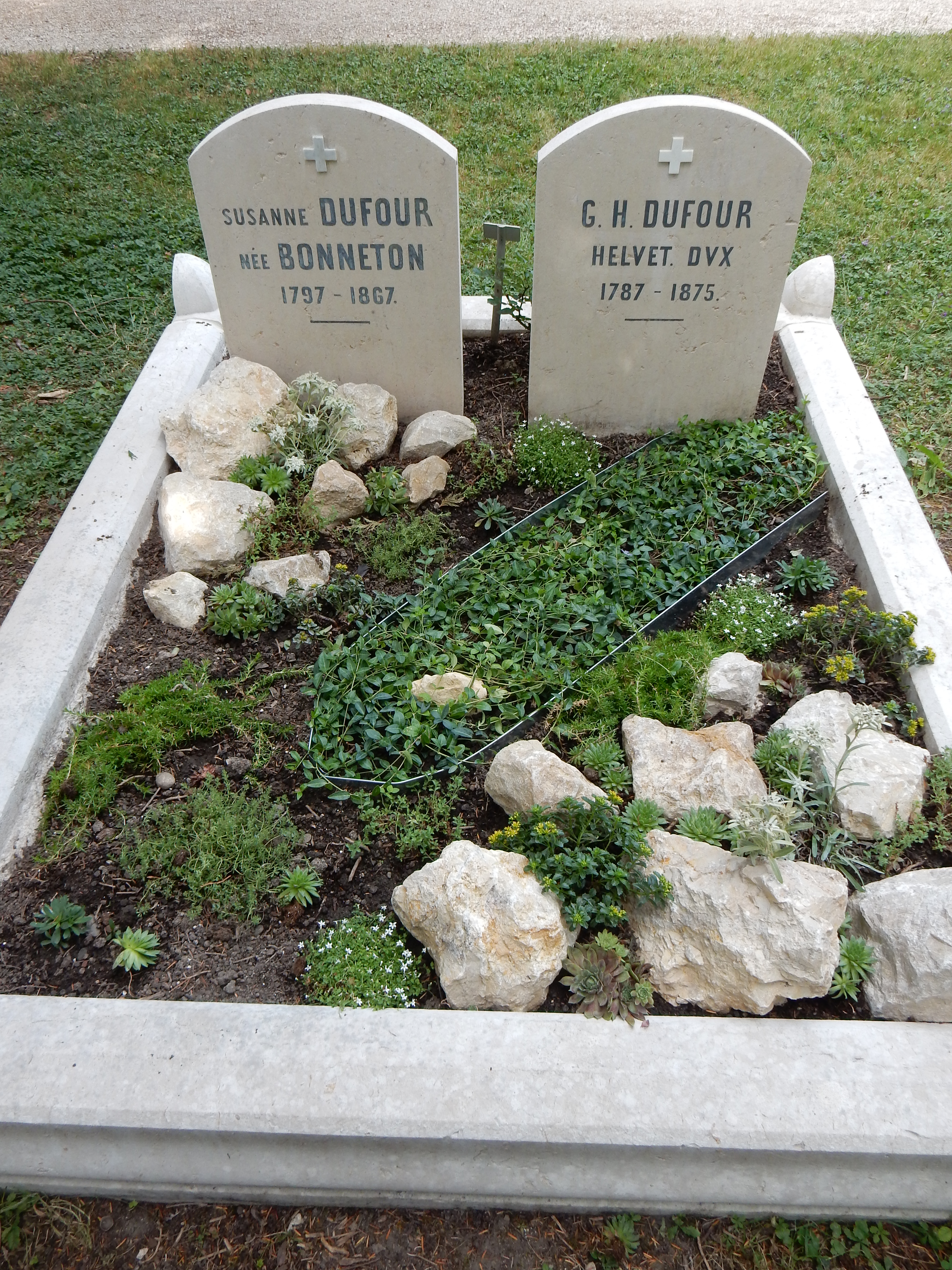
Tombes de Susanne et Guillaume Henri Dufour (2025)

Il repose au cimetière des Rois.

### Guillaume Henri Dufour et la Croix-Rouge

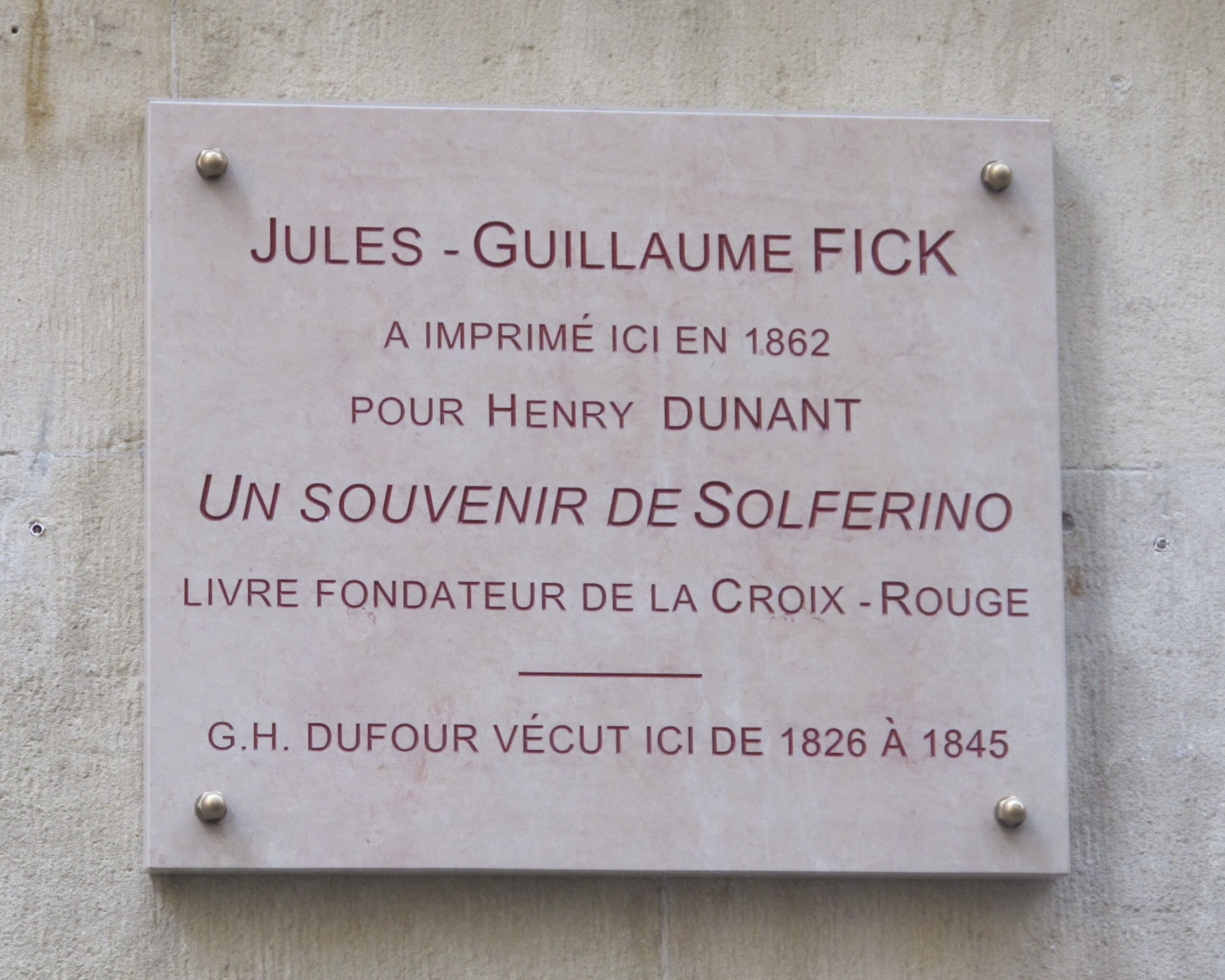
Plaque commémorative pour H. Dunant et G.H. Dufour

Guillaume Henri Dufour participe activement, dès sa création par Henri Dunant, au développement de la Croix-Rouge et à ses projets. Il est nommé président de l’assemblée du Comité de 1863 à 1864, et reste ensuite le président honoraire. Il organise la première conférence internationale à Genève pour l’assemblée du Comité en août 1864, dont est issue la « Convention pour l’amélioration du sort des militaires blessés dans les armées en campagne ». Cette première Convention comprend les premières recommandations pour la conduite de secours sur les champs de bataille, et détermine les droits des victimes, leur permettant d’être prises en charge et d’avoir accès à un soin de secours suffisant.
Henri Dunant et Guillaume Henri Dufour se connaissent depuis longtemps, malgré leur différence d’âge de quarante ans, car le général connaît bien la famille d’Henri Dunant d’autant plus qu’en 1859, Guillaume Henri Dufour entre au conseil d’administration de la « Société anonyme des Moulins de Mons-Djémila » d’Henri Dunant.
Dans le développement de la Croix-Rouge, Dufour joue un rôle important et actif. On le dit souvent à l’écoute des autres. Sa capacité de négociateur lui permet de gérer les conférences ainsi que les débats. Issu d’une famille modeste, il a de la facilité à comprendre les plus démunis et à s’ouvrir aux gens, avec la même neutralité. Ce n’est donc pas étonnant qu’il soit nommé président du Comité de l’ancienne Croix-Rouge, dont il illustre bien la neutralité. Il est considéré comme « un disciple humble et fervent du Christ » dont la devise est « Honneur et Fraternité ». C’est un officier valeureux à la recherche de ce qui peut assurer la paix dans le monde.
Guillaume Henri Dufour participe au total à 214 des 227 réunions de la Croix-Rouge. Il est très attaché à l’association et en fait partie jusqu’à sa mort en 1875.
Franc-maçon, il a été membre de la Grande Loge suisse Alpina.

### Distinctions

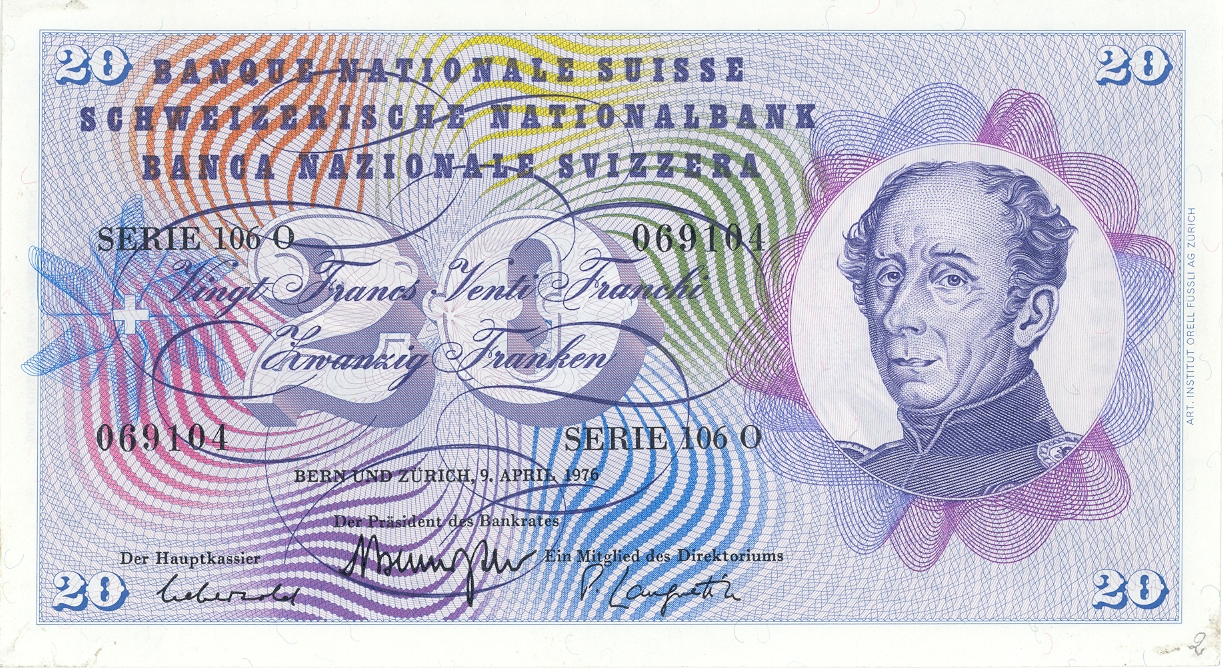
Billet de 20 francs de la 5e série avec le portrait de G.H. Dufour.

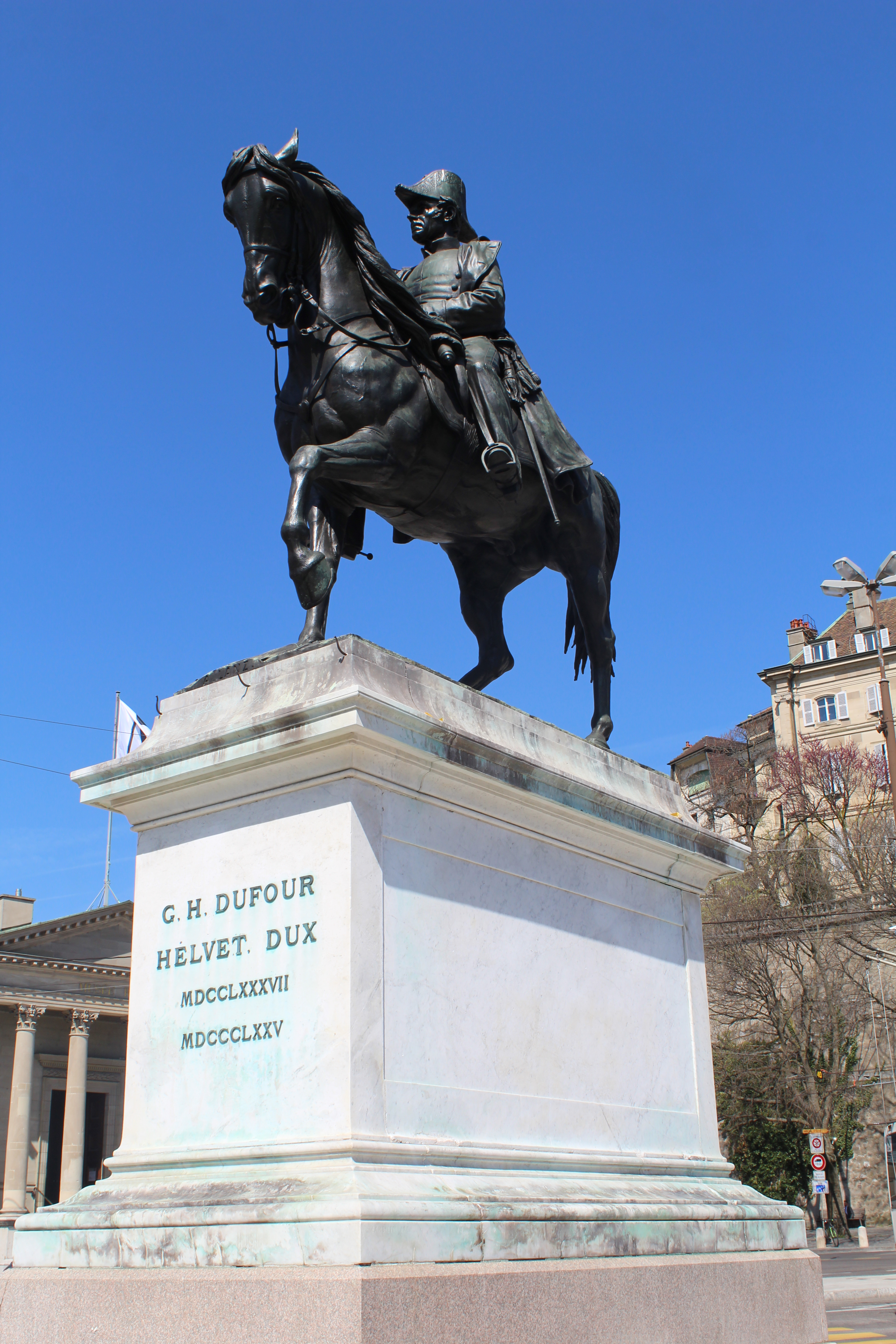
Statue équestre du général Dufour sur la place Neuve à Genève.

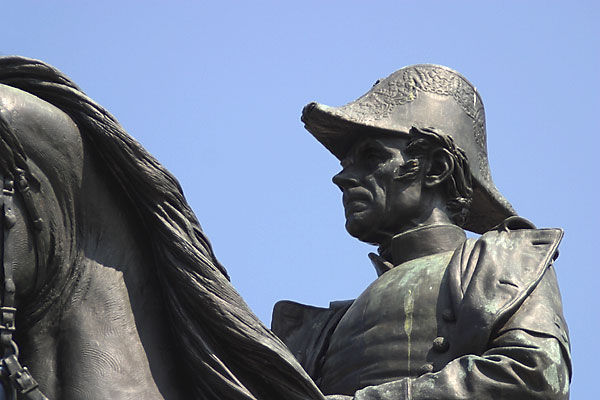
Détail de la statue de Dufour.

#### De son vivant
- Il est fait grand-croix de la Légion d'honneur en France le 25 janvier 1866 : il avait été successivement fait chevalier le 19 octobre 1814, à l'époque napoléonienne, officier le 11 janvier 1832 sous Louis-Philippe[1], commandeur le 16 mars 1849, grand officier le 10 janvier 1852.
- Il reçoit la médaille de Sainte-Hélène le 5 mai 1821
- Officier 1ère classe de l'Ordre de la Couronne de fer (Autriche), le 5 janvier 1868
- Grand cordon de l'Ordre des Saints Maurice et Lazare (I), le 15 décembre 1868
- Il reçoit la médaille de l'Ordre d'Olga du Würtemberg, le 18 juin 1872

- Le point culminant de la Suisse, dans le massif du mont Rose, porte depuis 1863 le nom de « pointe Dufour » en son honneur.

#### À titre posthume
- Sa statue équestre est visible depuis 1884 au centre de la place Neuve (Genève), à l'emplacement de ses anciens bureaux[17].
- Son portrait figurait sur le billet de 20 francs de la 5e série émise par la Banque nationale suisse et en circulation durant les années 1956-1980.
- De nombreuses rues (ou places) portent son nom, dans la langue nationale correspondante, à travers tout le pays : Aarau, Bâle, Berne, Biberist, Chiasso, Bienne, Genève, La Chaux-de-Fonds, Lugano, Lenzburg, Lucerne, Rorschach, St-Gall, Thoune, Weinfelden, Wettingen, Wil, Zollikon, Zurich.
- L'association Dufour 1875-2025 rappelle l’importance historique et humaine du général.

## Publications
- Guillaume Henri Dufour, Description du pont suspendu en fil de fer construit à Genève, Genève, J.-J. Paschoud, 1824, 98 p. (lire en ligne)
- G.-H. Dufour, Pont construit à Genève avec chaînes de suspension en dessous, dans Annales des ponts et chaussées. Mémoires et documents relatifs à l'art des constructions et au service de l'ingénieur, 1835, 1er semestre, p. 180-210 et planche XCIV (lire en ligne)
- G.-H. Dufour, Nouvelles épreuves d'un pont suspendu en fil de fer, construit à Genève de 1822 à 1823, dans Annales des ponts et chaussées. Mémoires et documents relatifs à l'art des constructions et au service de l'ingénieur, 1844, 2e semestre, p. 89-97 et planche XCIV (lire en ligne)